# Occhio secco
L’occhio secco  è una patologia oculare che consiste in una riduzione quantitativa e/o in un'alterazione qualitativa del film lacrimale, che principalmente ha una funzione umettante della superficie oculare. Tale patologia può essere dannosa perché può provocare lesioni alle strutture esterne dell'occhio: il film lacrimale tende ad evaporare formando aree di secchezza ('dry spot'), con conseguente esposizione alla disidratazione dell'epitelio corneale anteriore e della congiuntiva palpebrale.

## Epidemiologia
L'occhio secco è più frequente con l'avanzare dell'età e nel sesso femminile, in chi fa uso di lenti a contatto, in coloro che usano molto il videoterminale oppure sono esposti al sole e al vento. Inoltre, spesso è causa di patologie oculistiche, come la miopia.

## Sintomatologia
I sintomi più comuni sono sensazione di sabbia (corpo estraneo) nell'occhio, arrossamento, dolore, bruciore, fotofobia e momentaneo annebbiamento visivo; con il perdurare del disturbo si innescano circoli viziosi con sviluppo di infiammazione e danno dell'epitelio  corneale, fino alla comparsa di ulcere (nei casi molto gravi).

## Eziologia
I fattori ambientali, quali eccessiva ventilazione, ambiente secco, attività prolungata ai videoterminali, possono provocare disturbi importanti di lacrimazione. Esistono inoltre fattori intrinseci generali, quali l'età avanzata, la presenza di malattie reumatiche o ormonali, e condizioni locali, quali le alterazioni delle ghiandole di Meibomio, alterazioni morfologiche e funzionali delle palpebre,  che possono determinare disfunzioni anche gravi dello strato sottile di lacrime (film lacrimale) che riveste la superficie oculare. Inoltre le alterazioni lacrimali sono più frequenti nel sesso femminile e in corso di terapie sistemiche (antiipertensivi, antistaminici, psicofarmaci, prodotti ormonali) e locali (terapia per glaucoma).
Le dislacrimie sono tutte le alterazioni della composizione del film lacrimale, che comportano in genere un aumento del tasso di evaporazione, mentre la riduzione del liquido lacrimale viene indicata col termine di ipolacrimia. Per comprendere la fisiopatologia di tali disturbi è bene accennare all'anatomia e alla fisiologia del sistema lacrimale. Le lacrime sono la sottile pellicola liquida in continuo ricambio che protegge la superficie oculare esposta. Prodotte dalle ghiandole lacrimali principali, situate in corrispondenza della parete supero-esterna dell'orbita, e dalle ghiandole lacrimari accessorie che si trovano nello stroma congiuntivale, vengono escrete tramite il dotto nasolacrimale nell'orofaringe.
Il film lacrimale è composto da tre strati: uno strato acquoso intermedio, il più spesso, il cui compito più importante è quello di fornire ossigeno atmosferico all'epitelio corneale; uno strato esterno, di natura lipidica, che ha la funzione di ritardare l'evaporazione dello strato acquoso, di lubrificare le palpebre durante lo scorrimento del bulbo; uno strato mucoso profondo, che ha la capacità di trasformare l'epitelio corneale da idrofobo a idrofilo. La secrezione lacrimale ha una componente basale e riflessa.
L'innervazione della ghiandola lacrimale principale è di natura parasimpatica; le afferenze periferiche sono mediate dalla branca oftalmica del trigemino. Le principali funzioni del film lacrimale interessanti questa relazione, sono quella metabolica, lubrificante e diottrica. Perché si abbia la sensazione di benessere bisogna che il sistema lacrimale sia in perfetto stato: qualsiasi alterazione provocherà discomfort oculare di varia entità. Il film lacrimale può essere alterato da fattori intrinseci o estrinseci, quindi ambientali. Essi agiscono in vario modo sulla stabilità del film lacrimale, provocando discomfort oculare con conseguente sintomatologia come bruciore, senso di corpo estraneo e lacrimazione. Questo circolo infiammatorio si autoalimenta.

### Cause maggiori
Tra le cause maggiori di occhio secco:
- età
- neoplasie o asportazioni della ghiandola lacrimale principale
- diminuzione della componente acquosa del film lacrimale, la più diffusa provocata da infiammazioni come la sindrome di Mikulicz, la sindrome di Sjögren o artrite reumatoide. Così pure nella S.me di Marfan.
- diminuzione della produzione della componente mucosa del film lacrimale, dovuta ad alterazioni della congiuntiva risultato da malattie autoimmuni come la sindrome di Stevens-Johnson, sindrome di Sjögren, oppure in caso di ustioni, pemfigoide oculare,[5] tipica nei paesi meno progrediti i casi di tracoma.
- farmaci (betabloccanti, antistaminici e antidepressivi.[6])
- uso eccessivo e improprio di lenti a contatto
- alterazione della superficie della cornea, causate da cicatrici o distrofie
- disfunzioni fisiologiche che patologiche di ghiandole di Meibonio e palpebre; deficit di vitamina A.
- sindrome da visione al computer

Altre minori cause sono la cosiddetta sindrome di “discomfort oculare”, ed è stato dimostrato con studi che l'essere diabetico costituisce un fattore di rischio.

## Esami
All'esame obiettivo oculistico si rileveranno alterazioni della congiuntiva, del film lacrimale.
Inoltre, si possono eseguire anche test quantitativi e qualitativi: il test di Schirmer, che si esegue apponendo piccole strisce di carta assorbente sul margine palpebrale, permette di valutare la quantità delle lacrime prodotte in un dato periodo di tempo.
Il but test, ovvero l'analisi della comparsa di rotture sulla superficie del film lacrimale colorato con fluorescenza, permette di avere una valutazione qualitativa del film lipidico superficiale.

## Terapie
La terapia di queste anomalie si basa sul ripristinare il film lacrimale con lubrificanti oculari (lacrime artificiali o gel umettanti). Fondamentale inoltre è la correzione delle patologie di base (oculistiche e no), la rivalutazione di terapie farmacologiche sistemiche che possono indurre dislacrimie, e la modifica di un eventuale stile di vita non corretto, in particolare dell'alimentazione - i cibi grassi influiscono sulla secrezione lacrimale negativamente - e del fumo, per la sua azione irritante diretta e indiretta. Infine al paziente è utile dare indicazioni su come ridurre i fenomeni astenopeici, come ammiccare spesso, distogliere lo sguardo dagli oggetti vicini e rivolgerlo verso quelli lontani, fare piccole pause con regolarità, verificare l'illuminazione dell'ambiente, eliminare riflessi abbaglianti, regolare umidità e ventilazione.
Per quanto riguarda i farmaci ancora oggi non è ritenuta certa la loro utilità, fatta eccezione nel caso si presenti anche la sindrome di Sjögren (nel quale caso sembra utile la somministrazione di pilocarpina cloridrato)